# إيفان موراي جونستون
إيفان موراي جونستون (بالإنجليزية: Ivan Murray Johnston)‏ هو عالم نبات أمريكي، ولد في 28 فبراير 1898 في لوس أنجلوس في الولايات المتحدة، وتوفي في 31 مايو 1960 في ماساتشوستس في الولايات المتحدة.